# Короп (река)
Короп (укр. Короп) — левый приток Десны, протекающий по Коропскому району (Черниговская область, Украина); один из многочисленных рукавов в долине Десны, образованный вследствие русловых процессов: русловая многорукавность. Верховье называется Ветвь.

## География
Длина — 12, 16 км.
Русло сильно-извилистое с крутыми поворотами (меандрированное) и заливами. Долина реки сливается с долиной Десны. Сообщается временными и постоянными водотоками с озёрами. Расширенная часть русла Ветви (верхнее течении в пгт Короп) — озеро Вить — гидрологический памятник природы местного значения Озеро Вить.
Река берёт начало западнее посёлка Зайцево (Коропский район). Ранее начиналась как ответвление основного русла Десны. Река течёт на запад. Впадает в Десну севернее села Рыботин (Коропский район).
Пойма частично занята заболоченными участками, лугами и кустарниками, приустьевой участок — лесом.
Притоки: нет.
Населённые пункты на реке
1. Короп